# Wapen van Overpelt

Het wapen van Overpelt (sinds 1995).

Het wapen van Overpelt is het heraldisch wapen van de Overpelt, een deelgemeente van Pelt in de Belgische provincie Limburg. Het wapen werd op 4 januari 1995 bij ministerieel besluit aan de voormalige gemeente toegekend.

## Geschiedenis
Overpelt was de hoofdplaats van het ambt Pelt dat tot het graafschap Loon behoorde. Vandaar dat men op het oudste zegel van de schepenbank uit 1489 het wapen van Loon terugvond. Het volgende oudst bekende zegel dateert uit 1588 en toont een aan weerszijden, uitgeschulpt renaissanceschild met daarop in goud drie dwarsbalken van keel met daartussen de letters PELT. Latere zegels, met name uit de 17e en 18e eeuw, tonen een schild met vier dwarsbalken zonder letters. Om het gemeentewapen te onderscheidenen van andere gemeentewapens die waren gebaseerd op het wapen van Loon, werd besloten om zich te baseren op het zegel uit 1588, inclusief het renaissanceschild.

## Blazoenering
De blazoenering luidt:
In goud drie dwarsbalken van keel, het veld beladen met de hoofdletters PELT van sabel, paalsgewijze geplaatst.— Ministerieel besluit van 4 januari 1995.

## Vergelijkbare wapens

Het wapen van Loon en alle afgeleide wapens daarvan.